# 肥前大浦駅
肥前大浦駅（ひぜんおおうらえき）は、佐賀県藤津郡太良町大字大浦丙にある、九州旅客鉄道（JR九州）長崎本線の駅である。

## 概要
佐賀県最南端の駅で、当駅と隣の小長井駅の間に佐賀県・長崎県の県境がある。普通列車のみが停車する駅で、肥前浜方面からの列車の一部が折返すほか、1本のみ当駅始発諫早行列車設定がある。県境を挟む当駅 - 小長井駅間普通列車は下り8本・上り8本と長崎本線全区間中で最も少なく、双方向共午前から午後にかけて4 - 6時間程列車発着が無い時間帯がある。
現在は普通列車のみの停車駅となっているが、かつて1957年（昭和32年） - 1958年（昭和33年）の約1年間、上り寝台特急「さちかぜ」が当駅に停車していたことがあった。1958年10月に同列車が「平和」（後に「さくら」）に改称されると同時に、停車取り止めとなっている。
2022年（令和4年）9月のダイヤ改正で、諫早・長崎方面の最終列車は18:35発となった。また、夜の時間帯は肥前浜方面から4本当駅止まりの列車があり、うち2本は折返し上り列車として設定された。

## 歴史
- 1934年（昭和9年）12月1日：鉄道省長崎本線多良駅 - 湯江駅間開通（現・長崎本線が長与駅経由で全通）に伴い、一般駅として開設[3]。大浦駅と区別するため肥前大浦（ひぜんおおうら）となった。
- 1962年（昭和37年）2月15日：貨物取扱廃止[2]。
- 1982年（昭和57年）9月20日：荷物扱い廃止[2]。
- 1983年（昭和58年）1月：駅員無配置駅となる[4]。
- 1987年（昭和62年）4月1日：国鉄分割民営化によりJR九州に移管[2]。
- 2022年（令和4年）9月23日：当駅を含め、肥前浜駅 - 長崎駅間が非電化となる。

## 駅構造
島式ホーム1面2線を持つ地上駅。駅舎とホームは地下道での連絡になっている。1線スルー配線では無く原則左側通行であるが、当駅での折り返し列車や近隣駅からの回送列車始発駅となるため、両面のホーム共上下双方の発車が出来る構造になっている。2022年9月22日まで入線していた817系電車に合わせて2両分のホームが嵩上げされている。
無人駅であるが、以前は国道207号を挟んだ商店で乗車券を販売しており簡易委託駅であった。

### のりば
| のりば | 路線      | 方向 | 行先           |
| ------ | --------- | ---- | -------------- |
| 1・2   | ■長崎本線 | 上り | 江北方面       |
| 1・2   | ■長崎本線 | 下り | 諫早・長崎方面 |

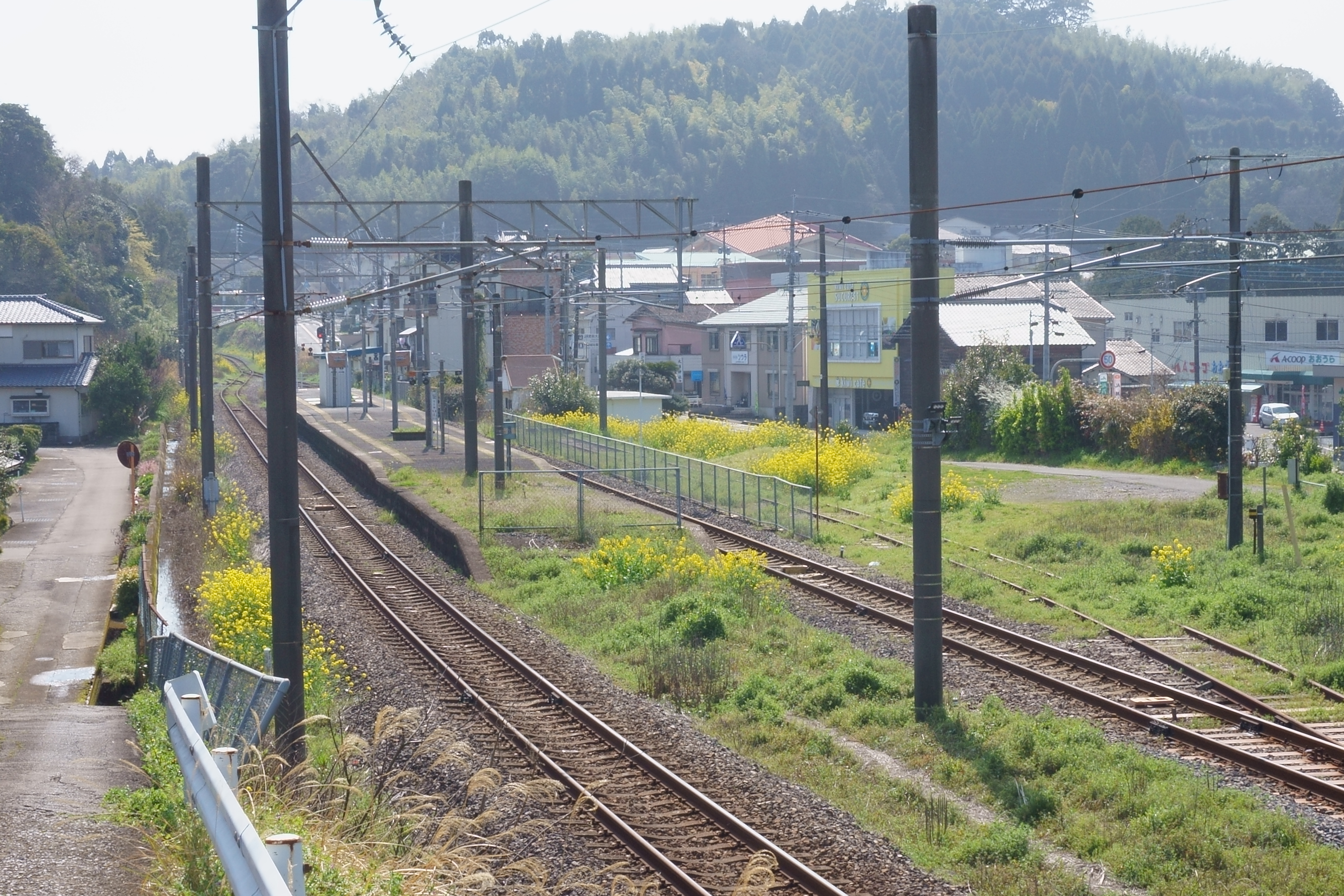
駅遠景（2019年3月）
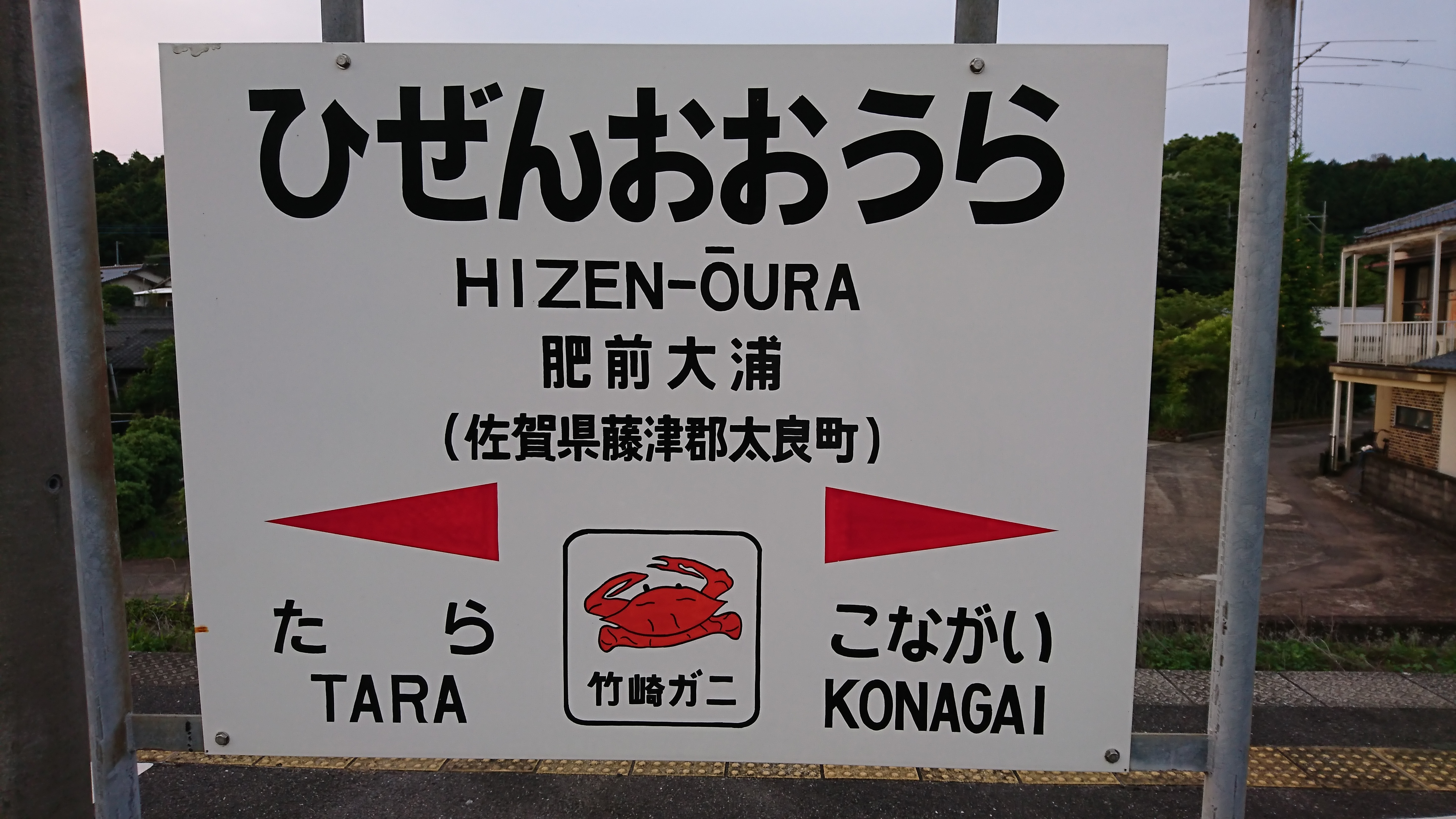
駅名標（イラストは竹崎ガニ[5]）

## 利用状況
2016年（平成28年）度の1日平均乗車人員は145人である。2017年（平成29年）度分から非公表。
| 年度   | 1日平均 乗車人員 |
| ------ | ---------------- |
| 2000年 | 187              |
| 2001年 | 181              |
| 2002年 | 198              |
| 2003年 | 211              |
| 2004年 | 207              |
| 2005年 | 197              |
| 2006年 | 191              |
| 2007年 | 199              |
| 2008年 | 200              |
| 2009年 | 183              |
| 2010年 | 185              |
| 2011年 | 175              |
| 2012年 | 191              |
| 2013年 | 186              |
| 2014年 | 169              |
| 2015年 | 157              |
| 2016年 | 145              |

## 駅周辺
- 大浦港
- 国道207号
- 太良町役場大浦支所
- 佐賀西信用組合大浦支店
- JAさが（佐賀県農業協同組合）大浦支所
- 大浦郵便局
- 祐徳バス停留所「肥前大浦駅前」（鹿島バスセンターゆき、竹崎港ゆき）
- 白浜海水浴場
- 太良町立大浦小学校
- 太良町立大浦中学校
- たら竹崎温泉

### バス路線
- 祐徳バス「大浦駅前」バス停
  - 鹿島バスセンター - 中川 - 浜駅前 - 道の駅鹿島前 - 道の駅太良前 - 多良駅前 - 糸岐本町 - 大浦駅前 - 竹崎港
- 太良町コミュニティバス「大浦駅前」バス停（曜日限定運行）
  - 広谷・多良線
  - 広谷線
  - 道越・多良線
  - 道越巡回線
  - 今里・多良線
  - 今里線
  - 大浦駅・役場線

## 隣の駅
九州旅客鉄道（JR九州）
■長崎本線
■普通
多良駅 - 肥前大浦駅 - （土井崎信号場） - 小長井駅